# Areatza
Areatza (baskisch auch Bilaro; spanisch Villaro) ist eine Gemeinde (municipio) in der Provinz Bizkaia im spanischen Baskenland mit 1.287 Einwohnern (Stand: 2024). Die Ortsteile Launtzain und Uparan bilden u. a. die Gemeinde.

## Geografie
Areatza liegt etwa 24 Kilometer südsüdöstlich von Bilbao am Río Arratia  in einer Höhe von durchschnittlich ca. 140 m.

## Geschichte
| 1900 | 1970 | 1981 | 1991 | 2001 | 2011 | 2021 |
| ---- | ---- | ---- | ---- | ---- | ---- | ---- |
| 828  | 1548 | 1226 | 1152 | 1046 | 1179 | 1271 |

## Sehenswürdigkeiten
- Bartholomäuskirche
- Rathaus

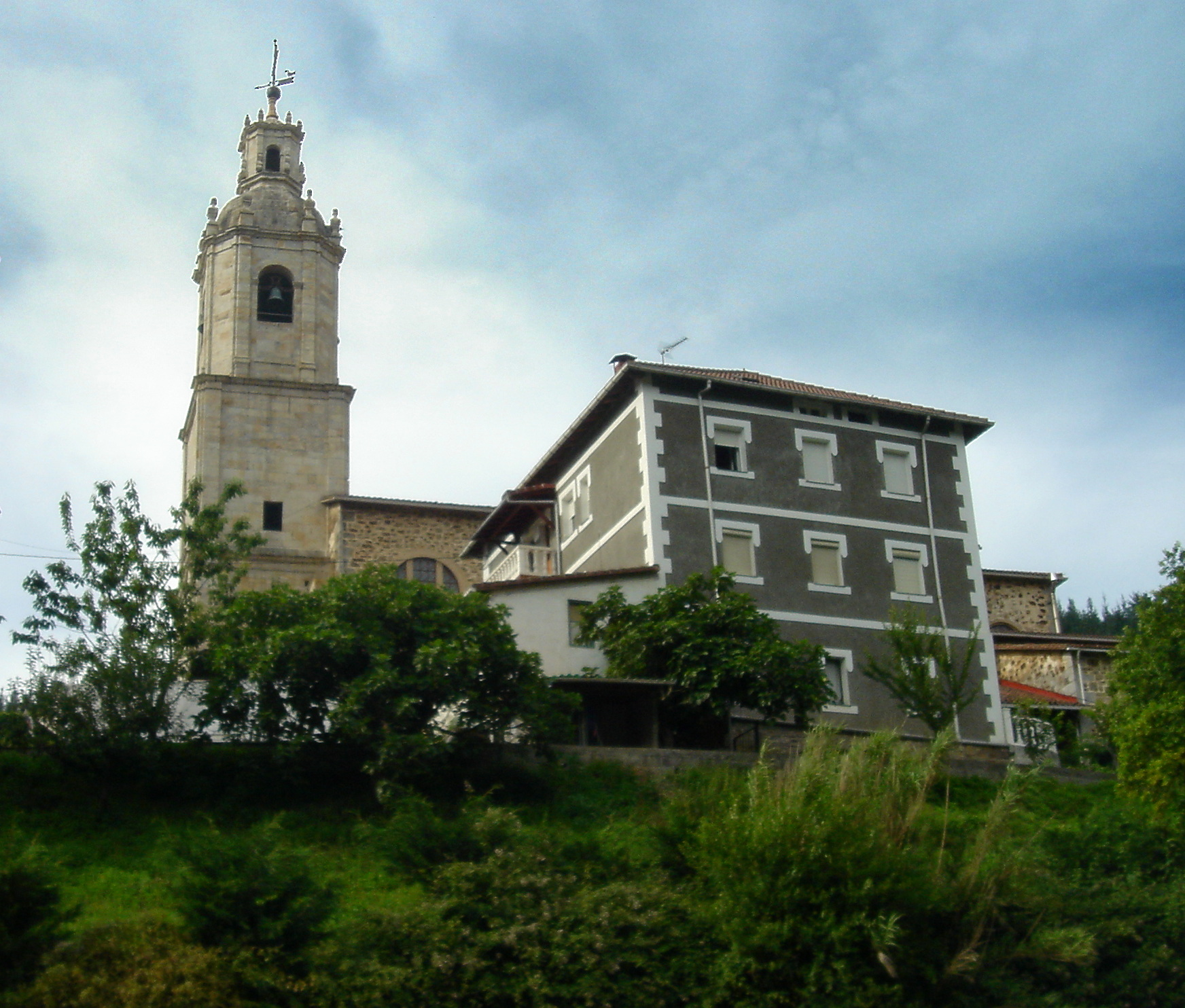
Peterskirche
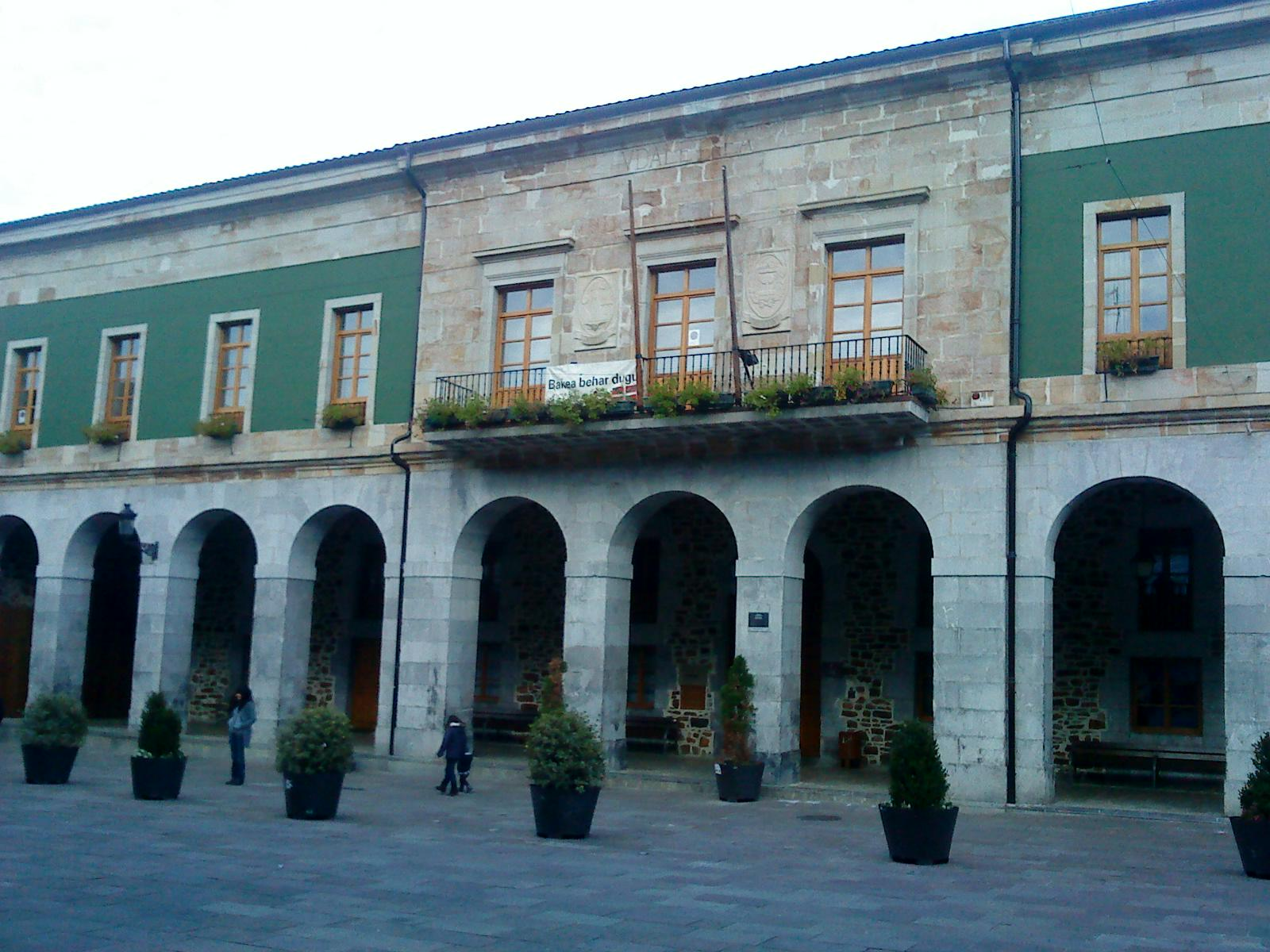
Rathaus

## Persönlichkeiten
- Pedro Antonio Añibarro (1748–1830), Schriftsteller
- Juan María Atutxa (* 1941), Politiker (baskischer Schriftsteller)
- Mikel Lejarza (* 1947), Geheimdienstler